# 福島行進曲
『福島行進曲』（ふくしまこうしんきょく）は、野村俊夫が作詞、古関裕而が作曲した歌である。

## 概要
1931年 (昭和6年)5月デビューレコードとしてこの曲が発売される。故郷に捧げる意として昭和初期の福島市の実在した福島ビルヂングや紅葉山など情景が歌詞に含まれている。
2020年にはNHK連続テレビ小説「エール」、同年の第71回NHK紅白歌合戦で歌われる。

## 1931年版
1931年5月、日本コロムビアからレコードで発売された。B面曲には竹久夢二作詞の『福島夜曲 (セレナーデ)』が収録されている。
- 歌 天野喜久代

## NHKエール本編版
2020年のNHK連続テレビ小説「エール」の第44話、レコーディングシーンで歌われる。
- 歌 山田麗 (川野三津代 役)

## NHK紅白歌合戦版
2020年12月31日にNHKで放送された、第71回NHK紅白歌合戦 “連続テレビ小説『エール』企画”の1曲目。
- ハーモニカ、歌 窪田正孝 (古山裕一 役)
- 歌 山崎育三郎 (佐藤久志 役)
- ギター 中村蒼 (村野鉄男 役)